# Xã Marysville, Quận Miami, Kansas
Xã Marysville (tiếng Anh: Marysville Township) là một xã thuộc quận Miami, tiểu bang Kansas, Hoa Kỳ. Năm 2010, dân số của xã này là 2.366 người.